# Kurachskij rajon
Il Kurachskij rajon (in russo Курахский район?) è un distretto municipale del Daghestan, situato nel Caucaso.